# My Boss, My Hero (drama)
Pour l’article homonyme, voir My Boss, My Hero.
My Boss, My Hero (マイ★ボス マイ★ヒーロー, Mai Bosu Mai Hīrō) est une série télévisée japonaise (drama) en dix épisodes d'environ 50 minutes diffusée entre le 8 juillet et le 16 septembre 2006 sur Nippon Television. C'est un remake du film sud-coréen du même titre.
Cette série est inédite dans tous les pays francophones.

## Synopsis
La série est axée autour de Makio Sakaki (榊 真喜男), un yakuza de 27 ans, aspirant à succéder à son père à la tête de son clan. N'ayant jamais été attiré par les études, Makio ne brille pas par son esprit, alors son père décide de passer un accord avec lui, s'il réussit à avoir son diplôme d'études secondaires, il pourra alors prendre la tête du clan.
C'est ainsi que notre héros se retrouve sur les bancs de l'école, dissimulant son identité et son âge afin de s'intégrer à la vie de lycéen et obtenir son diplôme.

## Distribution
- Tomoya Nagase : Makio Sakaki (榊 真喜男?)
- Yuya Tegoshi : Jun Sakurakoiji (桜小路 順?)
- Yui Aragaki : Hikari Umemura (梅村 ひかり?)
- Koki Tanaka : Kazuya Manabe (真鍋 和弥?)
- Masaya Kikawada : Mikio Sakaki (榊 美喜男?)
- Yu Kashii (en) : Yuriko Minami (南 百合子?)
- Masachika Ichimura (en) : Kichi Sakaki (榊 喜一?)

## Épisodes
(Titres traduits)
1. Le jeune maître devient étudiant ! (若頭☆高校生になる!?)
2. Le jeune maître devient chef de classe ! (若頭☆学級委員長になる!?)
3. Le jeune maître s'enflamme pour son test ?! (若頭☆テストに燃える?!?)
4. C'est les vacances d'été ! jeune maître (夏休みだよ!☆若頭?)
5. Je serai mauvais ! La rébellion du jeune maître (グレてやる!☆若頭の反抗期?)
6. Lève toi chef de classe! Le conflit interne de la classe A (立ち上がれ組長!☆A組の内部抗争?)
7. Je suis ...! Le jeune maître tombe en larmes (俺の正体は!☆若頭、涙の疾走?)
8. Festival culturel ! Happy day de la jeunesse et de l'amour ! (文化祭☆愛と青春のハッピーデイ!?)
9. La journée de la Saint-Valentin est un combat! (若頭☆バレンタインデーは大決戦!!?)
10. Au revoir, jeune maître ☆ Bon voyage (さよなら若頭☆舞い上がれ、俺たちの船?)